# Valentina Nappi
Valentina Nappi (Scafati, 6 novembre 1990) è un'attrice pornografica italiana.

## Biografia
Rimase orfana di padre a 15 anni e conseguì la maturità artistica prima di frequentare studi universitari in design.
Fu avviata alla pornografia da Rocco Siffredi nel 2011, che la convocò qualche mese dopo avere ricevuto una sua e-mail in cui si dichiarava disponibile a entrare nell'industria per adulti; Siffredi la fece esordire in Rocco's POV Volume 24 e successivamente fu suo partner in Rocco's Bitches in Uniform (2012) per Evil Angel.
Sempre nel 2012 apparve nell'edizione italiana di Playboy mentre nel novembre 2013 fu Penthouse Pet negli Stati Uniti guadagnando anche la copertina del numero di quel mese della rivista.
Dal 2014 collabora con la rivista MicroMega che ospita i suoi articoli all'interno del proprio blog d'autore.
Ha all'attivo oltre quattrocento scene con diverse case di produzione tra cui Brazzers, Dogfart, Elegant Angel, Evil Angel, Digital Playground e Jules Jordan.
Si dichiara bisessuale, oltre che atea, e dal settembre 2020 è sposata con Giovanni Lagnese, suo compagno di vita da circa 10 anni.
Il 22 dicembre 2020 ventilò una pausa dall'attività pornografica, motivata dal rifiuto dei circuiti di carta di credito VISA e Mastercard di pagare i servizi offerti da MindGeek ― la società editrice di Pornhub, Brazzers, Digital Playground e altri media pornografici ― che, secondo quanto Nappi afferma, le garantisce circa il 90% delle entrate economiche.
È ideatrice insieme a suo marito di Gourmet concerto, un blog alternativo di critica culinaria.
Nel 2024 è apparsa, nel ruolo di sé stessa, nel film di Michela Andreozzi Pensati sexy.

## Filmografia parziale

### Pornografica
- Anal Debauchery 3 (2012)
- The Cult (2012)
- Hooked Up (2012)
- Lip Service (2012)
- Popolana (2012)
- Rocco's Abbondanza 2: Big Boob Bonanza (2012)
- Whore Hotel (2012)
- Anal Buffet 8 (2013)
- Ass Party 6 (2013)
- Bitches in Uniform 2 (2013)
- Christoph's Anal Attraction (2013)
- Club Pink Velvet: The Beginning (2013)
- Fuck My Ass (2013)
- Girl/Boy (2013)
- Pornstar First Encounters (2013)
- Private Gold 161: Sexy, Horny and Homeless (2013)
- Private Specials 75: 7 Anal Nympho Nurses (2013)
- Private Specials 78: Ass Hunting in Venice (2013)
- Rocco's World: Feet Obsession 2 (2013)
- Sloppy Head #5 (2013)
- Soaking Wet (2013)
- Sweet Petite (2013)
- Women Seeking Women 96 (2013)
- Young Harlots: Forbidden Fruit (2013)
- XXX Fucktory: The Auditions (2014)
- MILF Soup 31 (2014)
- Members Only (2014)

### Non pornografica
- Pensati sexy, di Michela Andreozzi (2024)

## Riconoscimenti
- AVN Awards
  - 2016 – Miglior scena FFM per Anikka’s Anal Sluts (con Anikka Albrite e Mick Blue)[12]
  - 2017 – Miglior scena transessuale per Girl/Boy 2 (con Buck Angel)[13]
  - 2025 - Most Outrageous Sex Scene per Trentbeard[14]

- XBIZ Awards
  - 2017 – Miglior attrice straniera dell’anno[15]